# Grupo Aeroportuario del Pacífico
Grupo Aeroportuario del Pacífico, ook wel bekend onder de afkorting GAP, is een Mexicaanse luchthavenexploitant met het hoofdkantoor in Guadalajara, Mexico. Het exploiteert 12 luchthavens in de westelijke staten van Mexico en één in Jamaica. In 2017 maakten 40,7 miljoen passagiers gebruik van de faciliteiten van GAP. Alleen de exploitant van Benito Juárez International Airport in Mexico-Stad overtreft dit aantal (2017: 44,5 miljoen).

## Activiteiten
Eind jaren negentig viel het overheidsbesluit de Mexicaanse vliegvelden te privatiseren. Op 1 november 1998 kreeg GAP van de overheid een concessie om voor een periode van 50 jaar het beheer te voeren over diverse vliegvelden. De concessie kan aan het eind van de looptijd worden verlengd met nog eens 50 jaar.
In Mexico beschikt het over 12 vliegvelden, waaronder die van de grote Mexicaanse steden  Guadalajara en Tijuana. Verder heeft het vliegvelden in de twee belangrijke toeristische bestemmingen, Los Cabos en Puerto Vallarta. Het is het op een na grootste aanbieder van luchthavendiensten voor passagiersvervoer in Mexico. Het heeft sinds maart 2015 driekwart van de aandelen van Sangster International Airport in Jamaica in handen. Deze vijf vliegvelden verwerkten ruim 80% van alle passagiers in 2017. De overige acht luchthavens droegen minder dan 20% bij. De hoeveelheid vracht dat via de GAP luchthavens werd vervoerd was 200.000 ton in 2017.
De twee belangrijkste luchtvaartmaatschappijen die gebruik maken van de GAP luchthavens zijn Volaris en Aeroméxico. Samen vervoerden deze bijna de helft van alle passagiers op de luchthavens van GAP, waarbij Volaris het dubbele aantal passagiers vervoerde dan Aeroméxico.
De omzet in 2017 bedroeg ruim MXN 12 miljard. Hiervan is driekwart direct afhankelijk van de luchtvaartmaatschappijen, waaronder start- en landingsgelden, parkeren van vliegtuigen en vergoedingen per passagier. De tarieven voor deze diensten zijn gereguleerd en mogen alleen aangepast worden na toestemming van de Mexicaanse toezichthouder. De rest zijn meer commerciële inkomsten zoals parkeergelden, reclame, winkelverkopen en VIP lounges.
Het bedrijf staat sinds 2006 zowel aan de New York Stock Exchange als aan de Bolsa Mexicana de Valores (tickercode: GAP) genoteerd. In Mexico is het opgenomen in de S&P/BMV IPC aandelenindex. De free float is 85%. De grootste en strategische aandeelhouder is Aeropuertos Mexicanos del Pacífico (AMP) met een belang van 15%. De aandelen van AMP zijn weer in handen van Controladora Mexicana de Aeropuertos (CMA) en de Spaanse luchthavenexploitant AENA.
In de onderstaande tabel nog enkele belangrijke financiële en operationele gegevens.
| Jaar | Omzet | Nettoresultaat | Passagiers (x 1000) | Vliegtuig- bewegingen (x 1000) |
| ---- | ----- | -------------- | ------------------- | ------------------------------ |
| 2005 | 2798  | 711            | 19.135              | 415                            |
| 2010 | 4374  | 1500           | 20.233              | 412                            |
| 2015 | 8107  | 2771           | 30.919              | 462                            |